# Antenne Niederrhein
Antenne Niederrhein is een radiostation dat uitzendingen verzorgt in Kreis Kleve in het Nederrijngebied in Noordrijn-Westfalen. Het station werd opgericht in 1992. De studio is gevestigd in Kleef.
De regionale omroep maakt elke dag zes uur eigen radio. De programmablokken van ieder twee uur worden ingebed in een mantelprogramma verzorgd door Radio NRW dat in heel Noordrijn-Westfalen de mantelprogramma's en nieuwsuitzendingen verzorgd voor ongeveer vijfenveertig lokale omroepen.
Het programma wordt analoog uitgezonden op 98,0 MHz (Kleef) en 105,7 MHz (Geldern) maar is ook via een livestream op internet te beluisteren. Overdag zijn er ieder half uur blokjes met nieuws, weer- en verkeersberichten en reclame.
De onderneming behoort tot Mediengruppe RP die ook het regionale dagblad de Rheinische Post uitgeeft. Moederonderneming is de Rheinisch-Bergische Verlagsgesellschaft in Düsseldorf.